# Scutigera poicila
Scutigera poicila är en mångfotingart som beskrevs av Chamberlin 1944. Scutigera poicila ingår i släktet Scutigera och familjen spindelfotingar. Inga underarter finns listade i Catalogue of Life.